# Port de Pollença
Port de Pollença (hiszp.: Puerto Pollensa) – małe miasteczko położone na północnej Majorce, w Hiszpanii, nad Zatoką Pollença. Znajduje się około 6 km na wschód od miejscowości Pollença i 2 km na południowy wschód od Cala Sant Vicenç. Cap de Formentor jest połączony z Port de Pollença drogą o długości 13,5 km.
Charakterystyczną dla tego miejsca jest trasa spacerowa wzdłuż linii brzegowej miasteczka - Paseo de los Pinos (Sosnowy Spacer). Znajduje się tu popiersie artysty Hermenegildo Anglada Camarasa, a pod koniec trasy stoi stara Baza Wojskowa, w której obecnie znajdują się samoloty przeciwpożarowe.
W każdą środę, od 1986 roku na placu Miquel Campllonch w Port de Pollença odbywają się targi, gdzie w ponad 190 punktach sprzedaży handuje się żywnością, odzieżą, obuwiem, upominikami i wyrobami rzemieślniczymi.

## Kultura

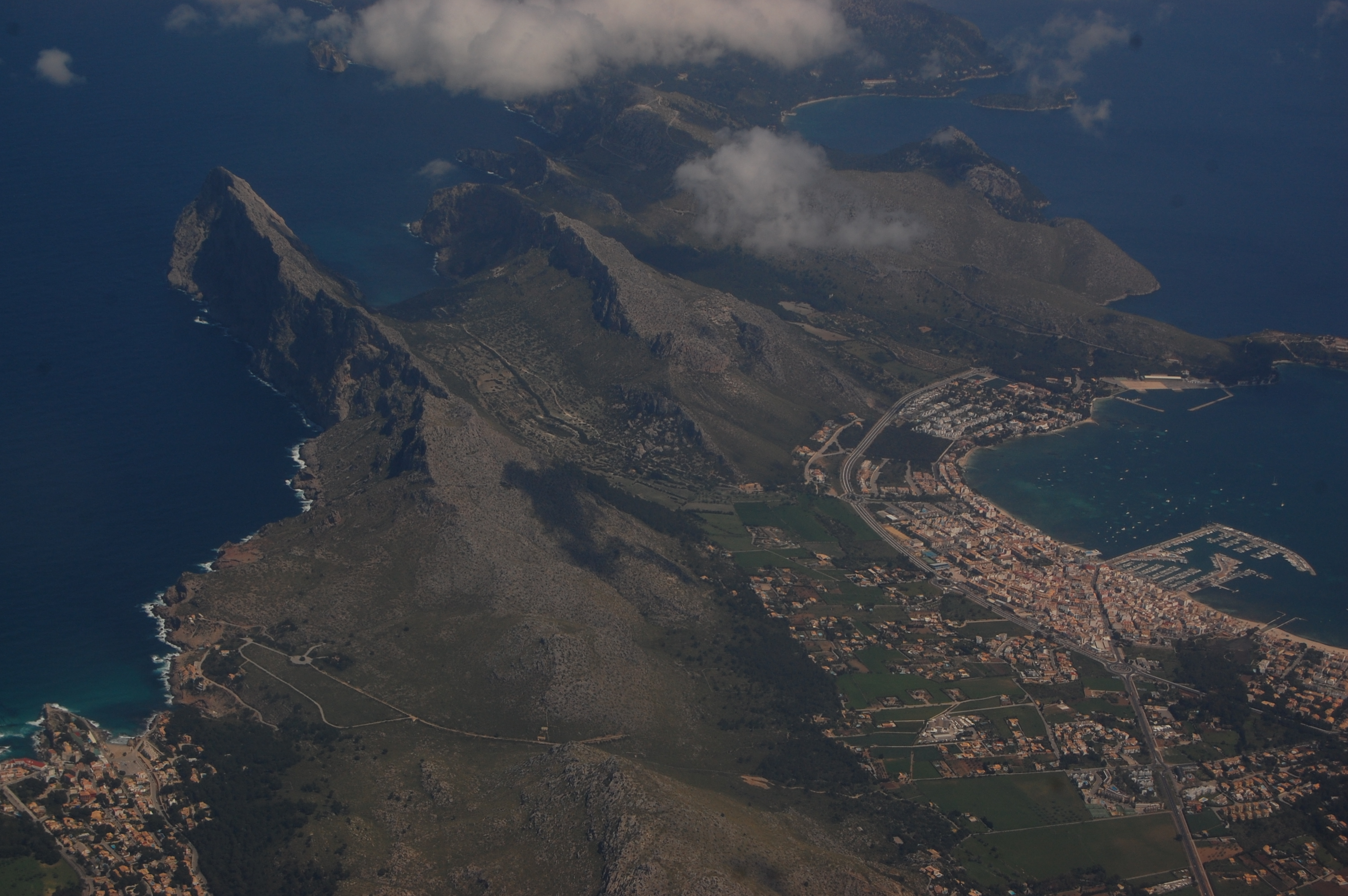
Port de Pollença i Dolina Boquer, widok z samolotu

Port de Pollença od zawsze inspirował artystów i celebrytów. Popularyzował to miasto między innymi argentyński malarz Atilio Boveri, którego obrazy obecnie można zobaczyć w muzeum w Pollença. Hotel Formentor jest tłem do powieści Maxima Huerty z 2018 roku pod tytułem "Firmamento". Agatha Christie również odwiedziła to miejsce na początku XX wieku, czego owocem była jej książka Problem w Pollensa Bay i innych opowieściach.

## Plaże
W okolicy Port de Pollensa znajdują się liczne zatoczki i plaże. Do najpopularniejszych należą:
- Cala Figuera
- Cala Murta
- Cala Formentor
- Cala Sant Vicenç (Cala Molins, Cala Barques, Cala Clara and Cala Carbó)
- Cala Boquer
- Puerto Pollença Beach
- Llenaire Beach
- Can Cuarassa Beach[3].